# Xênia

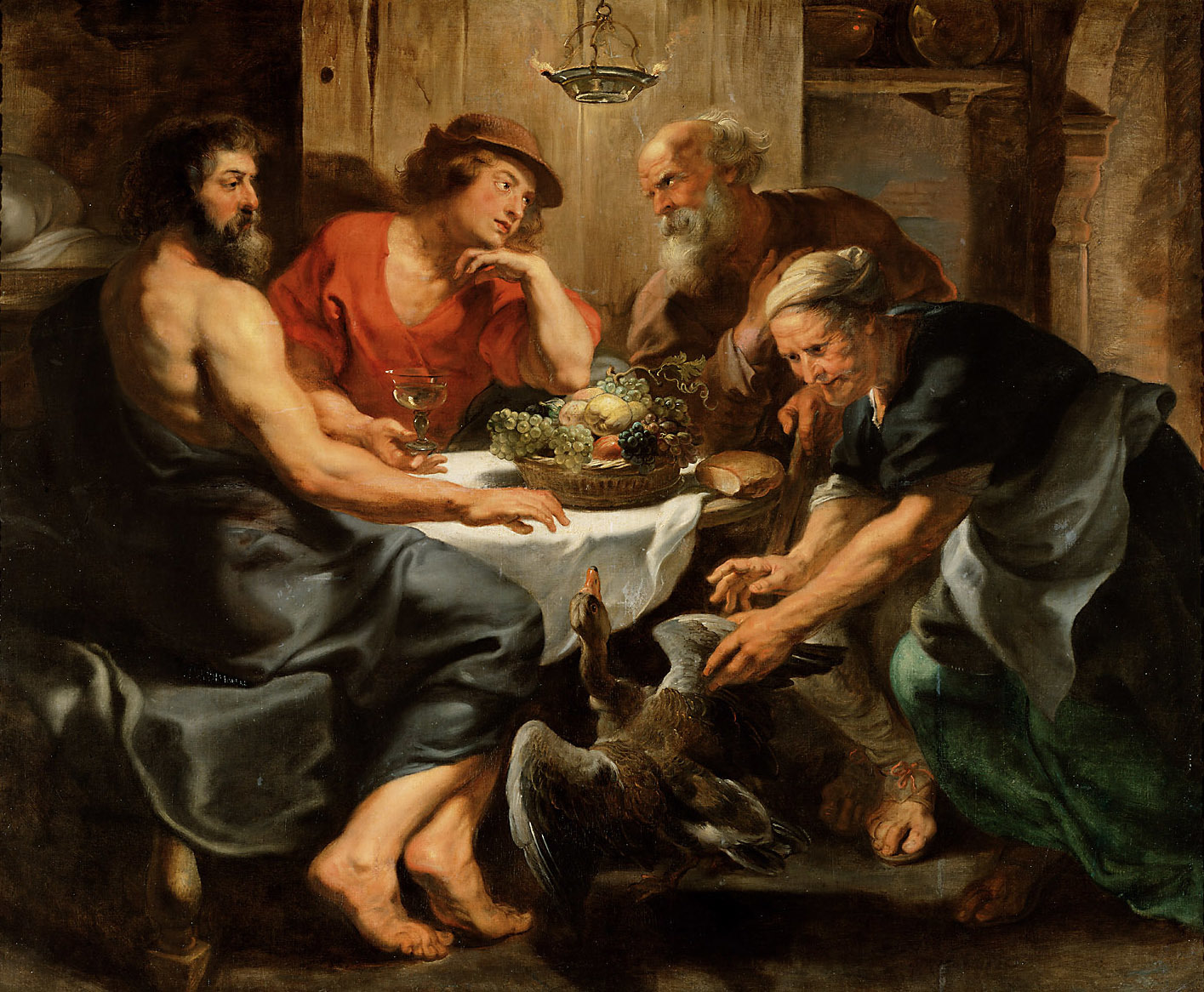
Júpiter e Mercúrio na Casa de Filémon e Baucis (1630–33) pela oficina de Rubens: Zeus e Hermes, testando a prática de hospitalidade de uma aldeia, foram recebidos apenas por Filémon e Baucis, que foram recompensados enquanto seus vizinhos foram punidos.

Xenia (em grego:  ξενία) é um antigo conceito grego de hospitalidade. Quase sempre é traduzido como 'amizade-convidado' ou 'amizade ritualizada'. É um relacionamento institucionalizado enraizado na generosidade, na troca de presentes e na reciprocidade. Historicamente, a hospitalidade para com estrangeiros e hóspedes (helenos não da sua pólis) era entendida como uma obrigação moral. A hospitalidade para com os helenos estrangeiros honrava Zeus Xenios (e Atena Xenia), patronos dos estrangeiros.
Os rituais de hospitalidade criaram e expressaram uma relação recíproca entre hóspede e anfitrião expressa tanto em benefícios materiais (por exemplo: presentes, protecção, abrigo) como imateriais (por exemplo: favores, certos direitos normativos). A palavra é derivada de xenos 'estranho'.
O deus grego Zeus às vezes é chamado de Zeus Xênio em seu papel de protetor de estranhos. Assim, ele encarnou a obrigação moral de ser hospitaleiro com estrangeiros e convidados. Teoxenia ou theoxenia é um tema da mitologia grega em que os seres humanos demonstram sua virtude ou piedade ao estender a hospitalidade a um humilde estranho (xenos), que acaba por ser uma divindade disfarçada (theos) com capacidade de conceder recompensas. Essas histórias advertem os mortais de que qualquer hóspede deve ser tratado como se fosse uma divindade potencialmente disfarçada e ajudam a estabelecer a ideia de xenia como um costume grego fundamental. O termo theoxenia também abrangia entretenimento entre os próprios deuses, um assunto popular na arte clássica, que foi revivido no Renascimento em obras que retratam uma festa dos deuses .
Legalmente, xenia era acusada de bastardia. Os processos judiciais do sótão o aplicam para acusar alguém de cometer fraude de cidadania perpetrada por meio de fraude de casamento. A lei de cidadania pericleana de 451/450 a.C. ampliou a definição de bastardia para incluir os filhos de uniões entre atenienses e não atenienses.

## Visão geral
Xenia consiste em duas regras básicas:
1. O respeito dos anfitriões aos hóspedes. Os anfitriões devem ser hospitaleiros com os hóspedes e fornecer banho, comida, bebida, presentes e escolta segura até o próximo destino. É considerado falta de educação fazer perguntas aos convidados, ou mesmo perguntar quem são, antes de terminarem a refeição que lhes foi servida.
2. O respeito dos hóspedes aos anfitriões. Os hóspedes devem ser corteses com seus anfitriões e não ser uma ameaça ou um fardo. Espera-se que os hóspedes forneçam histórias e notícias do mundo exterior. Mais importante ainda, espera-se que os hóspedes retribuam se seus anfitriões os visitarem em suas casas.[6]

Xenia foi considerada particularmente importante nos tempos antigos, quando as pessoas pensavam que os deuses se misturavam entre si. Se alguém tivesse sido mal recebido por um estranho, havia o risco de incorrer na ira de um deus disfarçado de estranho. Pensa-se que a prática grega da theoxenia pode ter sido o antecedente do rito romano de Lectistérnio, ou o drapejar dos sofás.
Embora essas práticas de amizade com convidados sejam centradas nos deuses, elas se tornariam comuns entre os gregos ao incorporar xenia em seus costumes e maneiras. De fato, embora originada de tradições míticas, a xenia se tornaria uma prática padrão em toda a Grécia como um costume histórico nos assuntos de humanos interagindo com humanos, bem como humanos interagindo com os deuses.